# Cenchrus multiflorus
Cenchrus multiflorus är en gräsart som beskrevs av Jan Svatopluk Presl. Cenchrus multiflorus ingår i släktet tagghirser, och familjen gräs. Inga underarter finns listade i Catalogue of Life.